# Martinus Sastroredjo
Martinus Soekeng Sastroredjo (geboren in Coronie) is een Surinaams politicus namens de partij KTPI. Martinus is de jongste zoon uit een gezin met nog twaalf broers en zussen, en was tot zijn benoeming als minister actief als ambtenaar bij Binnenlandse Zaken.
Hij werd onder president Desi Bouterse in 2010 benoemd tot minister van het omstreden ministerie van Ruimtelijke Ordening, Grond- en Bosbeheer, dat een belangrijke rol speelt bij bijvoorbeeld gronduitgifte. Onder zijn voorganger, Michael Jong Tjien Fa (Venetiaan III) waren er diverse schandaaltjes rondom deze gronduitgifte en belangenverstrengeling. Sastroredjo had aangegeven hier een eind aan te willen maken, en maakte zich met zijn onderzoeken en acties niet geliefd bij zijn eigen partijtop - die al in oktober 2010 om zijn aftreden vroeg na onenigheden binnen de coalitie.
Eind oktober raakte Sastroredjo ook al in een conflict verwikkeld met Volks Alliantie-fractievoorzitter Paul Somohardjo over beschuldigingen van fraude over en weer. In december 2010 lekten er documenten uit die suggereerden dat de partner van Sastroredjo, Helga Rotsburg, grond had aangevraagd - wat zou duiden op belangenverstrengeling. De KTPI beoordeelde dat de positie van de minister onhoudbaar was geworden en vroeg hem nogmaals terug te treden. Toen hij dat weigerde, vroegen zij president Bouterse om de minister te ontslaan. Sastroredjo beweert in sommige bronnen dat de stukken vervalsingen zijn. Uiteindelijk ontsloeg Bouterse de minister voor Ruimtelijke Ordening, Grond- en Bosbeheer na vier maanden ministerschap. Hij werd later onderdirecteur Onderzoek, Informatie en Kadervorming op het ministerie van Sport- en Jeugdzaken.